# 渡正行
渡 正行（わたり まさゆき、1979年12月1日 - ）は、日本のユーチューブプロデューサー、実業家である。
合同会社lifedesign CEO。鹿児島県出身。

## 著書
- 「高利回り」新築不動産投資の学校 : フツーのサラリーマンだったボクが5年で10棟建てられた理由（ぱる出版、2017年12月10日）ISBN 978-4-8272-1092-7